# Малайчук, Иван Фомич
Ива́н Фоми́ч Малайчу́к (1875 — после 1917) — член IV Государственной Думы от Минской губернии, крестьянин.

## Биография
Православный, крестьянин села Морочанского Морочанской волости Пинского уезда.
Окончил Морочанское народное училище. Воинскую повинность отбывал в лейб-гвардии Финляндском полку старшим унтер-офицером. В русско-японскую войну был призван в запас армии и в 1906 году произведен в фельдфебели.
Занимался земледелием (9 десятин). С 1911 года был Морочанским волостным старшиной.
В 1912 году был избран в члены Государственной думы от Минской губернии съездом уполномоченных от волостей. Входил во фракцию русских националистов и умеренно-правых (ФНУП), после её раскола в августе 1915 остался беспартийным. Состоял членом комиссий: о праздновании 300-летия дома Романовых и о народном здравии.
15 марта 1917, после Февральской революции, командирован Временным комитетом Государственной думы в действующую армию на Западный фронт.
Дальнейшая судьба неизвестна. Был женат.